# 신재호 (농구 선수)
신재호(1991년 10월 24일 ~ )는 대한민국의 전 프로 농구 선수이다. 신장은 183cm이고 체중은 78kg이다. 광주고를 거쳐 단국대학교를 졸업하였다.

## 이력

### 주요 경력
- 2013년 서울 SK 나이츠 입단.
- 2015년 서울 삼성 썬더스 이적.
- 2016년 현재 서울 삼성 썬더스 소속 가드 순위 리바운드 3위 랭킹
- 2018년 은퇴

### 학력
- 광주고등학교 졸업
- 단국대학교 체육교육학과 학사 졸업